# Strandbad Alte Donau

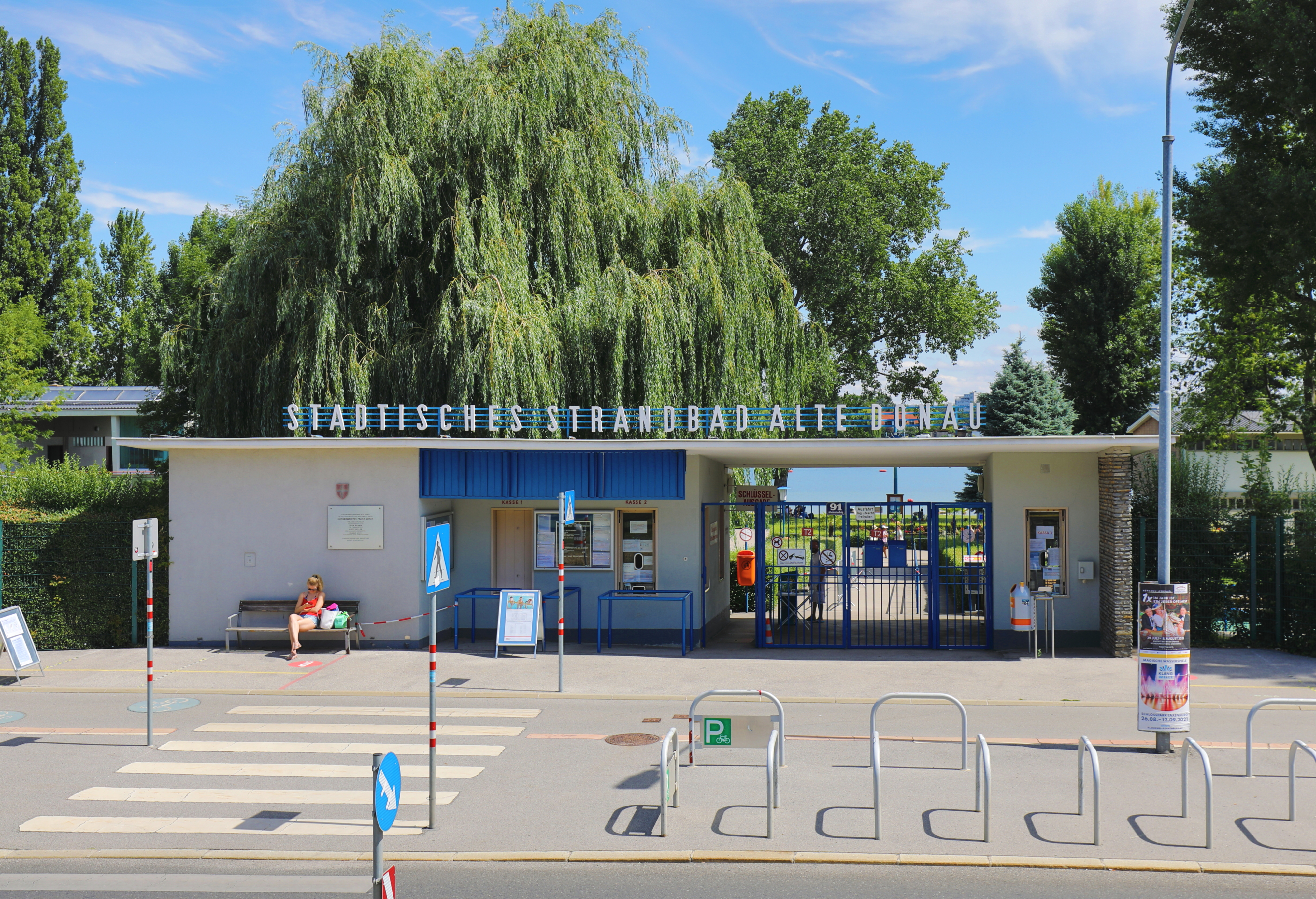
Strandbad Alte Donau

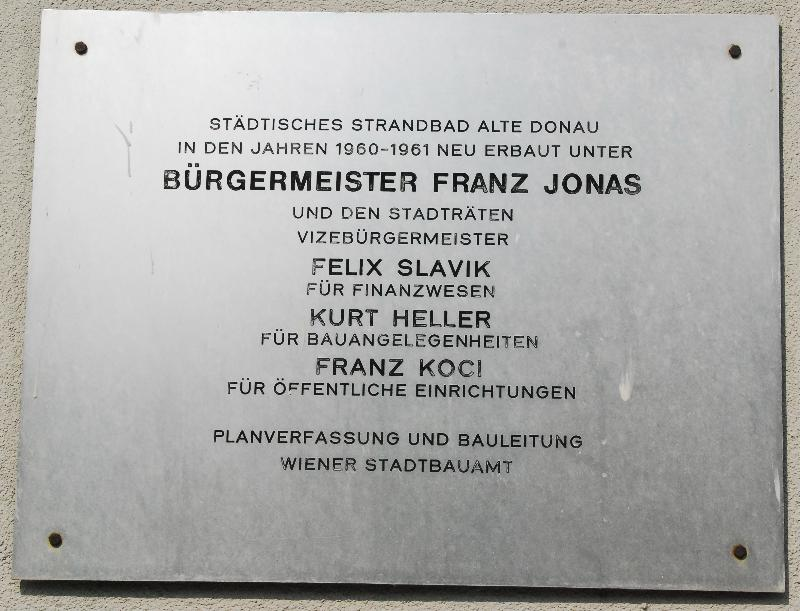
Tafel am Kassengebäude

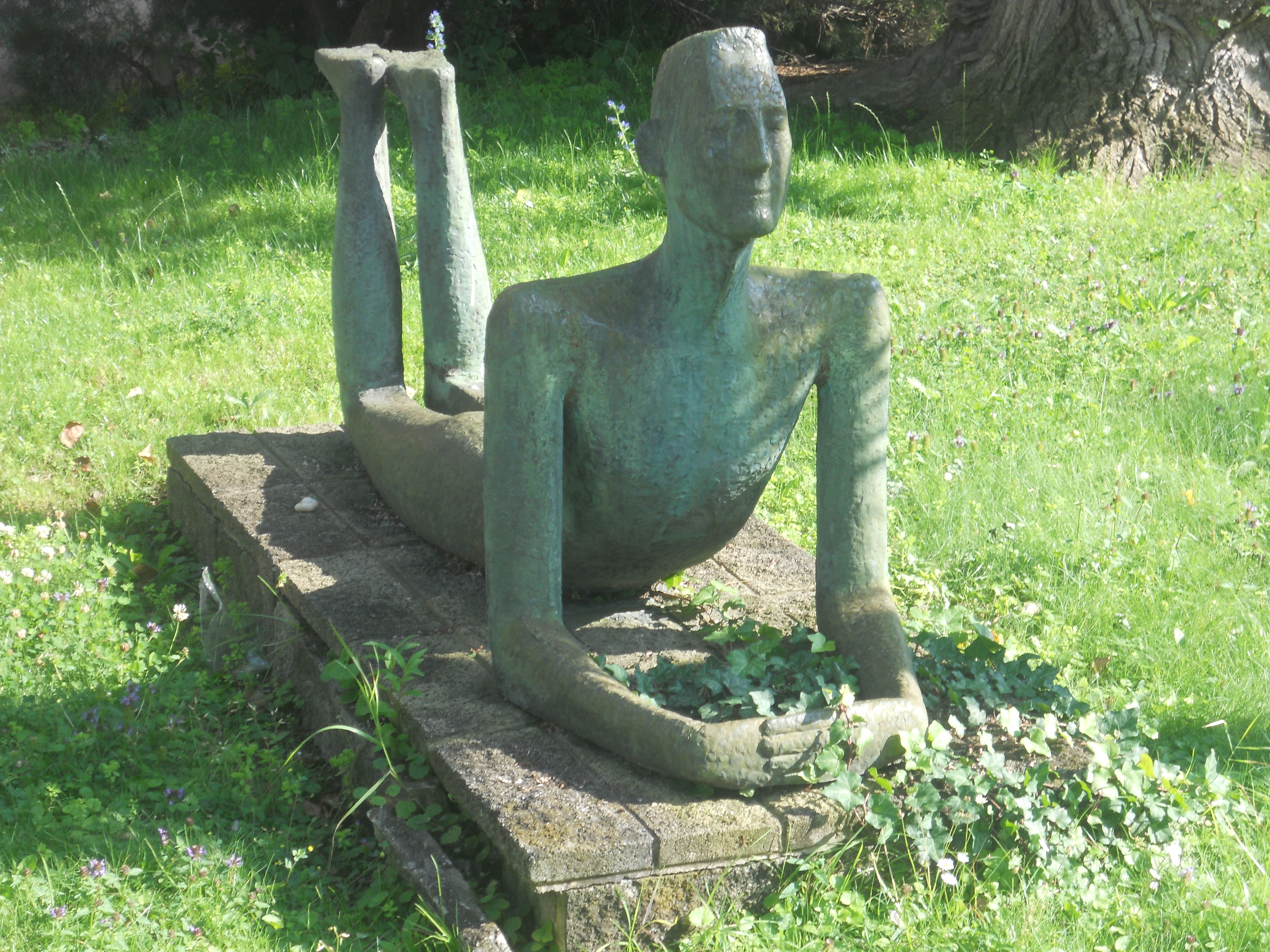
Bronzeplastik "Sich Sonnender" von Eva Mazzucco aus dem Jahr 1962

Das Strandbad Alte Donau ist ein städtisches Sommerbad am zentrumsseitigen Ufer der Alten Donau im 22. Wiener Gemeindebezirk Donaustadt. Es befindet sich nahe dem Donaupark an der Arbeiterstrandbadstraße: zwischen dem Arbeiterstrandbad und dem Bundessportbad.

## Standort und Erreichbarkeit
Das Bad liegt an der Arbeiterstrandbadstraße und kann mit den Buslinien 20A und 20B, oder mit dem Fahrrad erreicht werden.

## Geschichte
Der 10.000 m² große Badestrand des am 1. Juni 1918 eröffneten Bades am Ufer der Alten Donau entstand durch Aufschüttung des Geländes und anschließendes Überziehen mit aus dem Gänsehäufel stammendem Sand. Auf weiteren 7000 m² wurden Spielflächen angelegt. Zur Ausstattung des neuen Bades wurden vor allem Bauteile aufgelassener Bäder wie des Kommunalbades bei der Reichsbrücke verwendet. Es bleibt offen, wie die Stadtverwaltung die Bauarbeiten angesichts des damaligen Arbeitskräftemangels durchführen konnte. Möglicherweise wurden, wie bei anderen öffentlichen Arbeiten im Raum Wien, Kriegsgefangene herangezogen. 
Das Bad ist von weiteren Strandbädern flankiert: Der Arbeiter-Schwimm-Verein hatte 1912 das Arbeiterstrandbad errichtet, auf dessen Gründen sich seit dem Jahr 2015 eine öffentliche Liegewiese befindet. 1919 legte die Volkswehr auf dem anderen Nachbargrundstück ein Militärschwimmbad an, das spätere Bundessportbad und heutige Bundesbad Alte Donau.
Während des Zweiten Weltkriegs erlitt das Strandbad Alte Donau schwere Schäden, die in der Nachkriegszeit wieder behoben wurden.
1960/1961 wurden die Bauten des Bades neu errichtet. Der alte Baumbestand (teilweise noch aus der Zeit vor der 1875 abgeschlossenen Donauregulierung, als hier der schiffbare Hauptarm der Donau verlief) wurde erhalten; Neupflanzungen kamen dazu. Die Wiedereröffnung nahm Bürgermeister Franz Jonas am 8. Juli 1961 vor. Die beiden neuen Umkleidegebäude wurden mit Fertigbetonteilen errichtet, die zum Großteil von den Ebenseer Betonwerken geliefert wurden.

## Ausstattung
Der Badestrand ist 150 m lang. Außerdem stehen ein Sport-, ein Mehrzweck- und ein Kinderbecken mit vorgewärmtem Wasser (Gesamtwasserfläche der Becken 609 m²) zur Verfügung, weiters eine Kleinkinderrutsche, Ballspiel-, Badminton-, Beachvolleyball- und Fußballplatz, Turngeräte, eine Fitnessstrecke sowie Sonnenbäder. Rund 20 Mitarbeiter der städtischen Bäderabteilung („MA 44“) betreuen Badegäste und Infrastruktur.
Die Desinfektion des Badewassers in den Becken erfolgt mit einer Chlorgasanlage. Die Wasserqualität in der Alten Donau wird entsprechend der Richtlinie 76/160/EWG vom 8. Dezember 1975 (gültig noch bis 31. Dezember 2014) beziehungsweise der Richtlinie 2006/7/EG vom 15. Februar 2006 von der Magistratsabteilung 44 – Bäder – der Stadt Wien kontrolliert.
Ein 1998 mit Hilfe von Pionieren des österreichischen Bundesheeres errichteter hölzerner Badesteg wurde im Jahr 2000 auf 60 m verlängert.
Durch die Modernisierung im Jahr 1961 wurde die Anzahl der in zwei Umkleidegebäuden befindlichen ursprünglich 2300 Kästchen auf 2632 (1424 Kästchen für Männer, 1208 Kästchen für Frauen) und die der Kabinen von 107 auf 500 gesteigert. Ein Bericht des Kontrollamtes der Stadt Wien nennt im Jahr 2006 1160 Kästchen und 668 Kabinen. 
Von 98.039 im Jahr 2004 stieg die Anzahl der Besuche des Strandbades Alte Donau 2005 auf 98.580 und 2006 auf 124.474.